# Pieter de Neyn

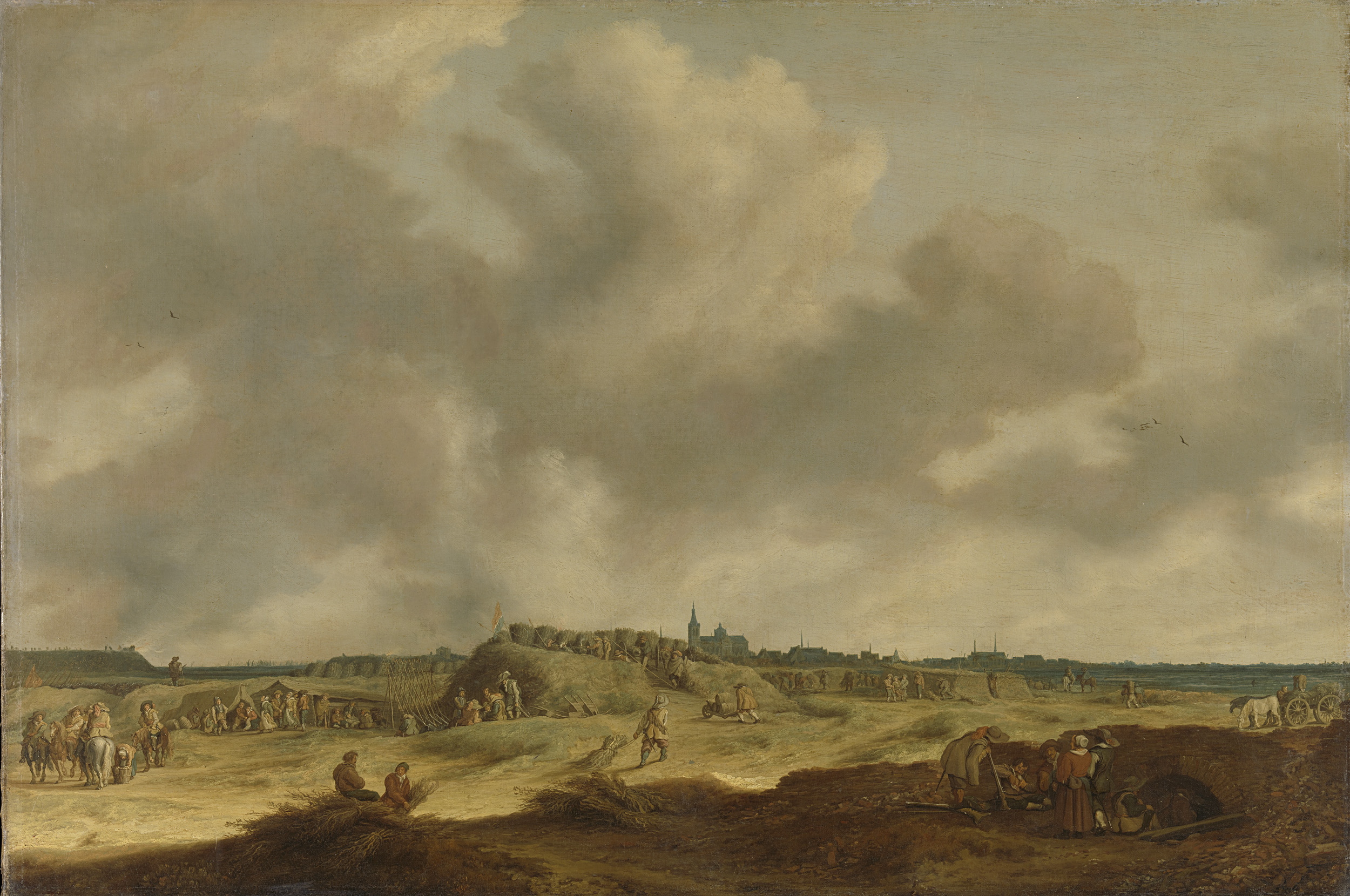
Assedio di Federico Enrico d'Orange di 's-Hertogenbosch, 1629. (1629-1639)

Pieter Pieterszoon de Neyn, o Neijn o Nyn (Leida, 15 o 16 dicembre 1597 – Leida, 16 marzo 1639), è stato un pittore, illustratore, architetto olandese del secolo d'oro, appartenente alla scuola dell'Olanda Settentrionale.

## Biografia

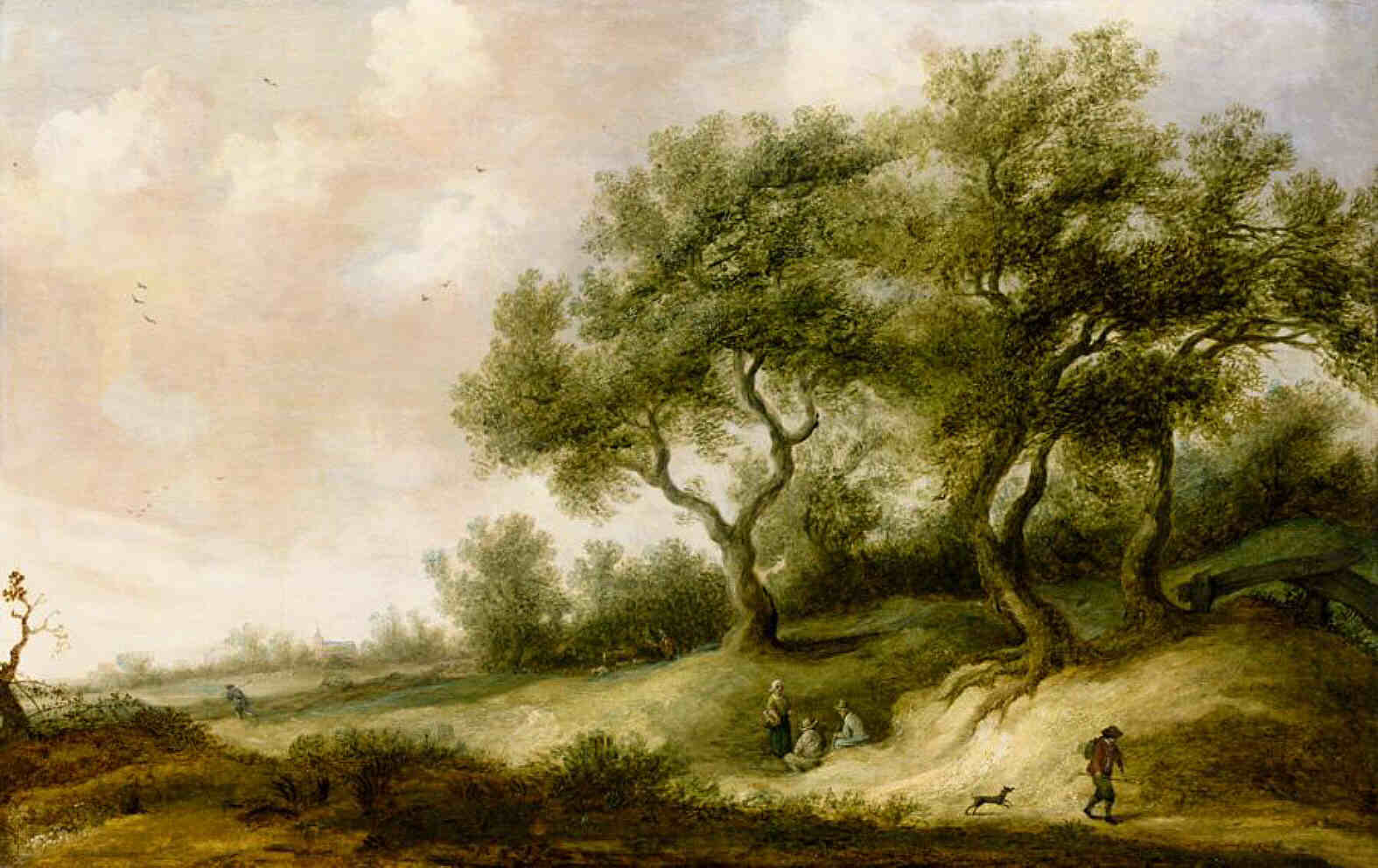
Paesaggio con dune, viaggiatore con cane, persone e oltre una chiesa

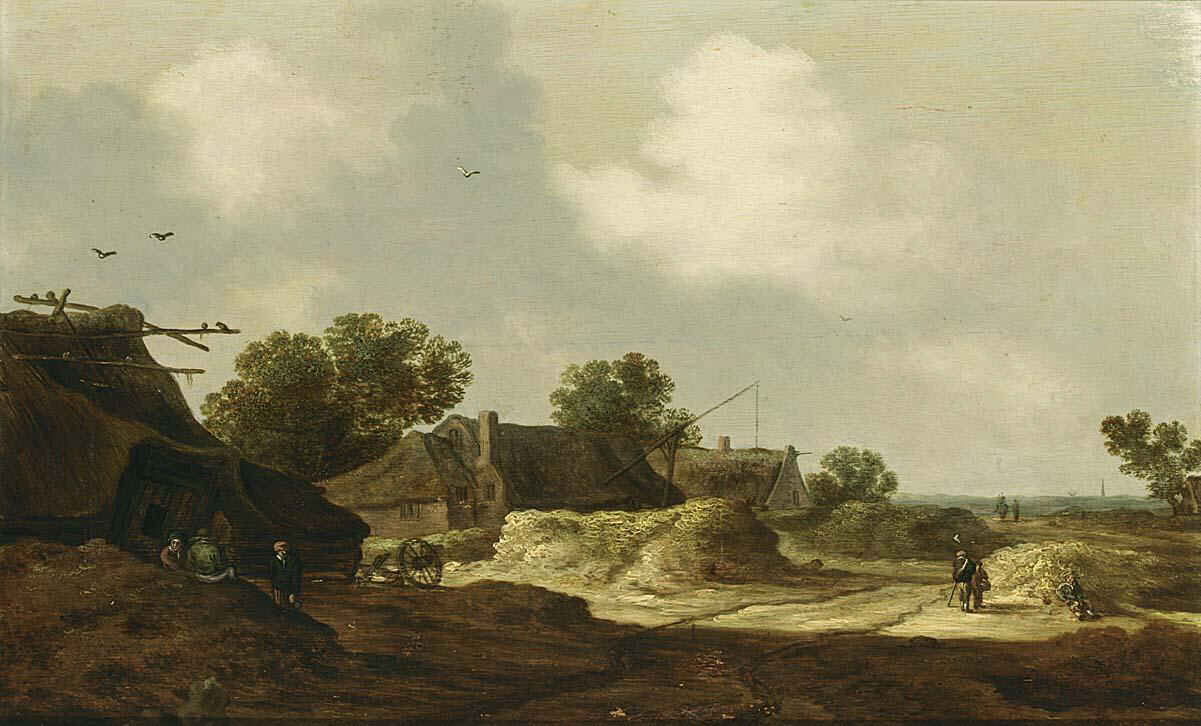
Paesaggio con dune, viaggiatori su un sentiero e contadini a riposo vicino ad una fattoria

Dal 1611 al 1617 visse a Haarlem, dove studiò presso Esaias van de Velde e contemporaneamente presso Jan van Goyen.
Si sposò a Leida nel 1617, dove rimase fino alla morte avvenuta nel 1639.
Nel periodo 1620-1624 e poi a partire dal 1632 fu scalpellino della città, funzione che mantenne contemporaneamente all'esercizio della pittura.
Fu anche nominato architetto della città di Leida.

## Profilo artistico
Si dedicò principalmente alla pittura paesaggistica, in particolare di paesaggi invernali, ai soggetti equestri e alle battaglie.
Inizialmente le sue opere mantennero uno stile più vicino a quello di Esaias van de Velde, ma dal 1627 de Neyn assunse una maniera più simile a quella di Jan van Goyen, tanto da rendere difficile l'attribuzione delle opere e divenendone un vero e proprio seguace. In questo periodo l'evoluzione dei due pittori procedette parallelamente, tendendo ad un paesaggio sempre più piatto e con un cielo sempre più preponderante in cui il sole è sostituito da un forte fascio di luce. Caratteristica di de Neyn è un maggior utilizzo dei contrasti e una modalità più decisa di delineare le forme, che ricorda la maniera di Salomon van Ruysdael. Nelle sue opere si rileva anche l'influenza del maestro paesaggista detto De Rustige Meester.
Furono suoi seguaci P.D.Bools e gli artisti identificati dai monogrammi AVZ, JvC, L.B..
In passato i dipinti di Pieter de Neyn furono attribuiti all'incisore Pieter Nolpe a causa del modo in cui firmava le sue opere, spesso semplicemente con le iniziali N.P..

## Opere
- Paesaggio con cavaliere e figure conversanti davanti ad una fattoria, olio su pannello, 30,2 x 55,2 cm, firmato, 1628[6]
- Paesaggio fluviale con figure e barche lungo la riva, olio su pannello, 42,5 x 59 cm, firmato, 1629[7]
- Due cavalieri si allontanano da un villaggio lungo un sentiero di campagna, olio su pannello, 42 x 67,2 cm, firmato[8]